# Discovery Bluff
Das Discovery Bluff ist eine markante Landspitze an der Scott-Küste des ostantarktischen Viktorialands. Es markiert westlich die Einfahrt zur Avalanche Bay im Granite Harbor.
Teilnehmer der britischen Discovery-Expedition (1901–1904) des Polarforschers Robert Falcon Scott entdeckten die Landspitze. Scott benannte sie als Rendezvous Bluff. Diese Benennung wurde bei Scotts Terra-Nova-Expedition (1910–1913) in die heutige Form geändert. Namensgeber ist das Forschungsschiff RSS Discovery.